# Mitsubishi Ki-51
O Mitsubishi Ki-51, identificado pelo Exército Imperial Japonês como Avião de Assalto Tipo 99 e apelidado pelos Aliados como Sonia, foi uma aeronave de bombardeiro leve e de mergulho operado durante a Segunda Guerra Mundial. Seu primeiro voo ocorreu em meados de 1939. Inicialmente implantado contra as forças chinesas, o avião provou ser lento demais para enfrentar os caças das outras potências aliadas. No entanto, desempenhou um papel útil de ataque ao solo na Campanha da Birmânia, principalmente a partir de campos de aviação que eram considerados acidentados demais para outras aeronaves. À medida que a guerra se aproximava do fim, os japoneses começaram a usar as aeronaves em ataques kamikazes. No total, foram produzidas cerca de 2 385 unidades.
No mesmo dia em que Hiroshima foi destruída por uma bomba atômica, uma aeronave Ki-51 foi responsável pelo último naufrágio de um navio de guerra dos Estados Unidos causado pelos japoneses, quando afundou o submarino USS Bullhead.

## Variantes
- Protótipos: dois construídos
- Testes de serviço: 11 construídos
- Ki-51: 2.372 construídos, sendo os fabricantes: Mitsubishi (1.462 unidades), e Tachikawa Army Air Arsenal (913 unidades, até março de 1944
- Ki-51A: versão de reconhecimento.
- Ki-51B: versão de assalto, com blindagem e porta-bombas com capacidade de transporte de 200 kg (440 lb) de bombas. Esta versão também poderia ser equipada com uma câmera aérea.
- Mansyu Ki-71: três protótipos construídos pela Mansyu, contando com trem de pouso retrátil, não entraram em produção.[3]

## Operadores

### Japão
- Força Aérea do Exército Imperial Japonês

### República da China e China
- Chineses comunistas (aeronaves capturadas): as últimas 4 das cerca de 100 aeronaves Ki-51 foram aposentados em 1953.

### França
- Força Aérea Francesa: ao menos dois Ki-51 foram usados pela Força Aérea Francesa na Indochina, durante a Primeira Guerra da Indochina.[4]

### Indonésia
- Força Aérea da Indonésia: no final de 1945, o Exército de Segurança Popular da Indonésia (TKR) capturou algumas das aeronaves Ki-51 em antigas bases japonesas, incluindo a Base Aérea de Bugis, em Malangue . A maioria das aeronaves foi destruída durante a Revolução Nacional da Indonésia, entre os anos de 1945 e 1949. Dois Yokosuka K5Y "Cureng" e um Ki-51 "Guntei" realizaram uma operação de bombardeio contra os neerlandeses, em 29 de julho de 1947.

### Coreia do Norte
- Após a independência, transferidos da União Soviética.

### Coreia do Sul
- Usado pela Força Aérea Sul-Coreana, durante a Guerra da Coreia.

## Aeronave sobrevivente

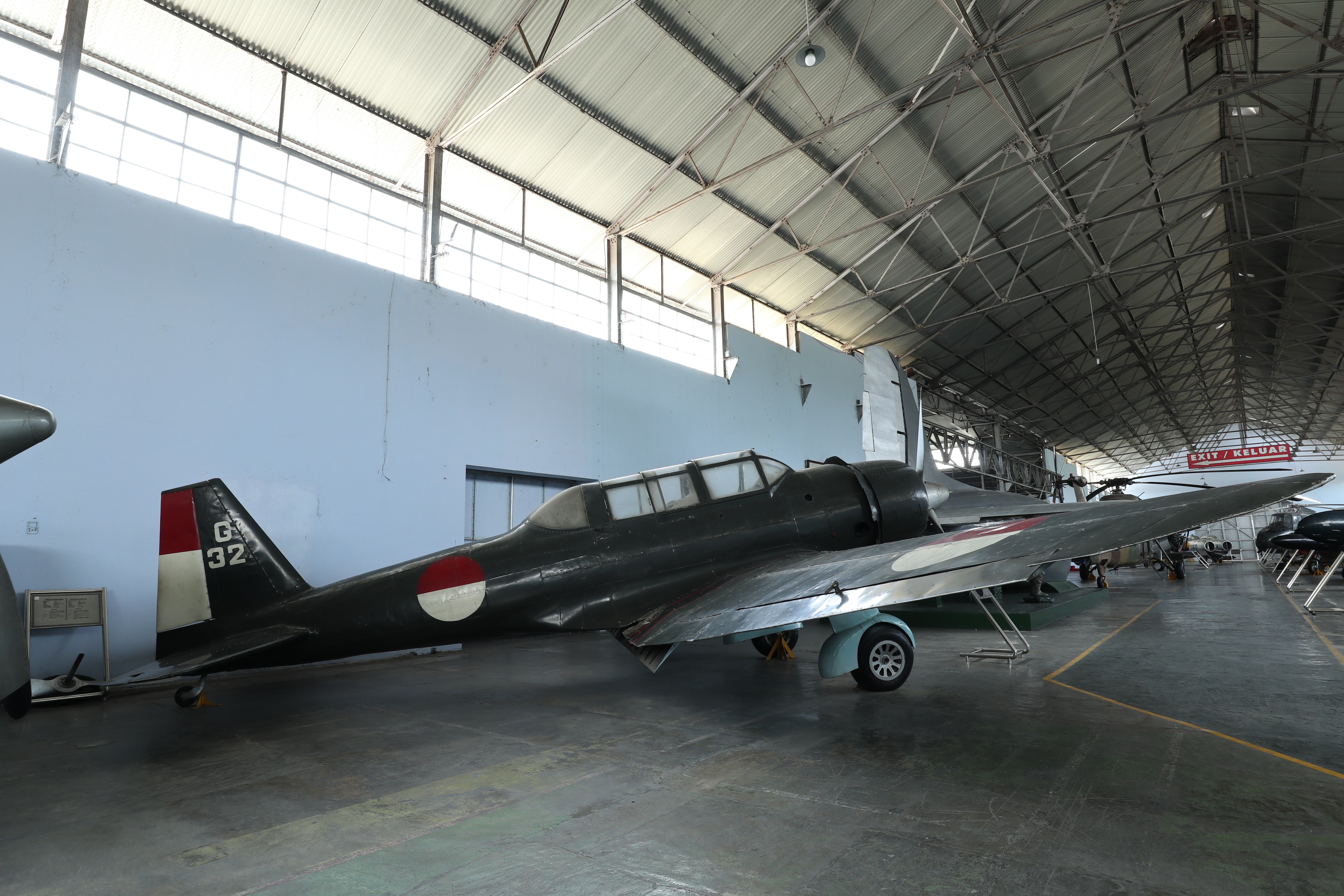
Um Ki-51 "Guntei", da Força Aérea da Indonésia, no Museu Dirgantara Mandala

A única aeronave Ki-51 sobrevivente completa faz parte da coleção do Museu Dirgantara Mandala, na Indonésia. A aeronave foi encontrada abandonada no Campo de Aviação de Babo, na província da Papua Ocidental, e provavelmente foi desmontada para o aproveitamento de peças como peças de reposição, e depois abandonada. Antes da recuperação da aeronave, a pá da hélice foi cortada, assim como a capota do motor e a cobertura da cabine. A aeronave foi recuperada do Campo de Aviação de Babo em 1987, restaurada e então colocada em exibição no museu, com as marcações da Força Aérea Indonésia.

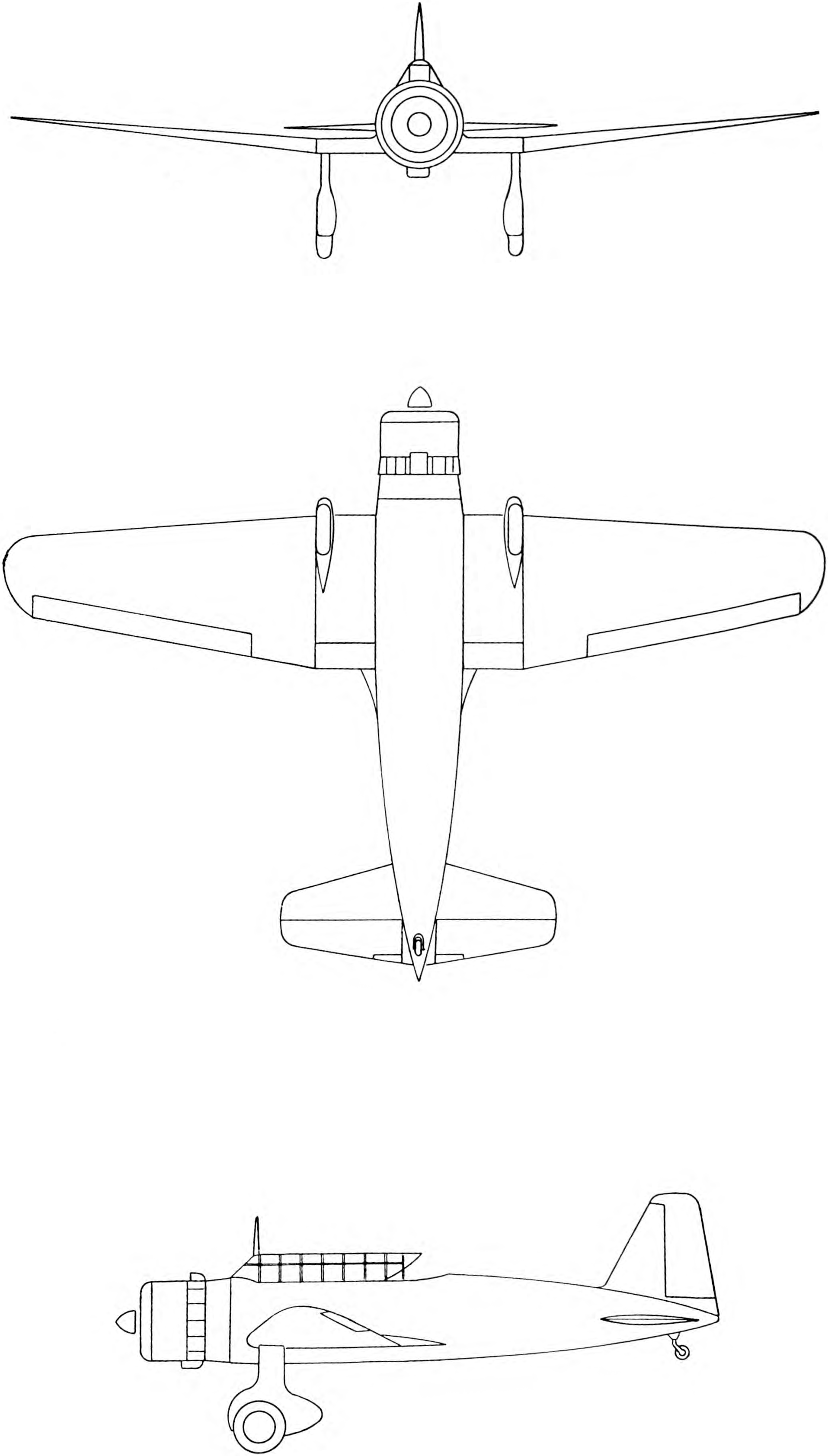
Desenho de 3 vistas do Mitsubishi Ki-51

## Links externos
- Mitsubishi Ki 51 Sonia, no site Warbirds Resource Group (em inglês)
- Mitsubishi Ki 51 Sonia, no site Pilotfriend (em inglês)
- Manual para operar os aviões de reconhecimento tipo 99 e de assalto tipo 99 , na National Diet Library (em japonês)